# Микулин (Шепетівський район)
Мику́лин — село в Україні, у Грицівській селищній громаді Шепетівського району Хмельницької області. Розміщене над річкою Хоморою. Населення становить 879 осіб.

## Історія села
Перша згадка про Микулин припадає на 1084 рік, коли село згадує Володимир Мономах у своєму «Повчанні…» Згодом в «Літописі Руському» в оповіді про 1167 рік говориться: «І зібрався Мстислав [Ізяславич] з ляхами і з Ярославом [Володимировичем] галицьким, і пішов Мстислав до Києва на стіл. І п'ять галицьких полків дав йому Ярослав, і Мстислав та Борис Всеволодковичі теж [пішли] з ним. І прийшов він до [города] Микулина, і прибули туди до нього берендичі всі, і торки, і печеніги, і весь чорний клобук. І, водивши їх до присяги, він послав поперед себе брата свого [Ярополка] з берендичами, а сам рушив услід за ним.»
В середині XIII століття Микулин разом з Полонним і Кам'янцем на Случі був порубіжним містом Галицько-Волинського Князівства на кордоні з Болохівською землею.
З 24 серпня 1991 року в селі українська влада.
4 січня 2024 року селі Микулин парафія церкви Косми і Даміана перейшла з Московського патріархату в Православну Церкву України.

## Населення

### Мова
Розподіл населення за рідною мовою за даними перепису 2001 року:
| Мова       | Кількість | Відсоток |
| ---------- | --------- | -------- |
| українська | 869       | 98.86%   |
| російська  | 9         | 1.02%    |
| румунська  | 1         | 0.12%    |
| Усього     | 879       | 100%     |

## Постаті
- Мстислав Ізяславич - руський князь.
- Балюк Михайло Борисович (1989—2015) — солдат Збройних сил України, учасник російсько-української війни.

## Світлини

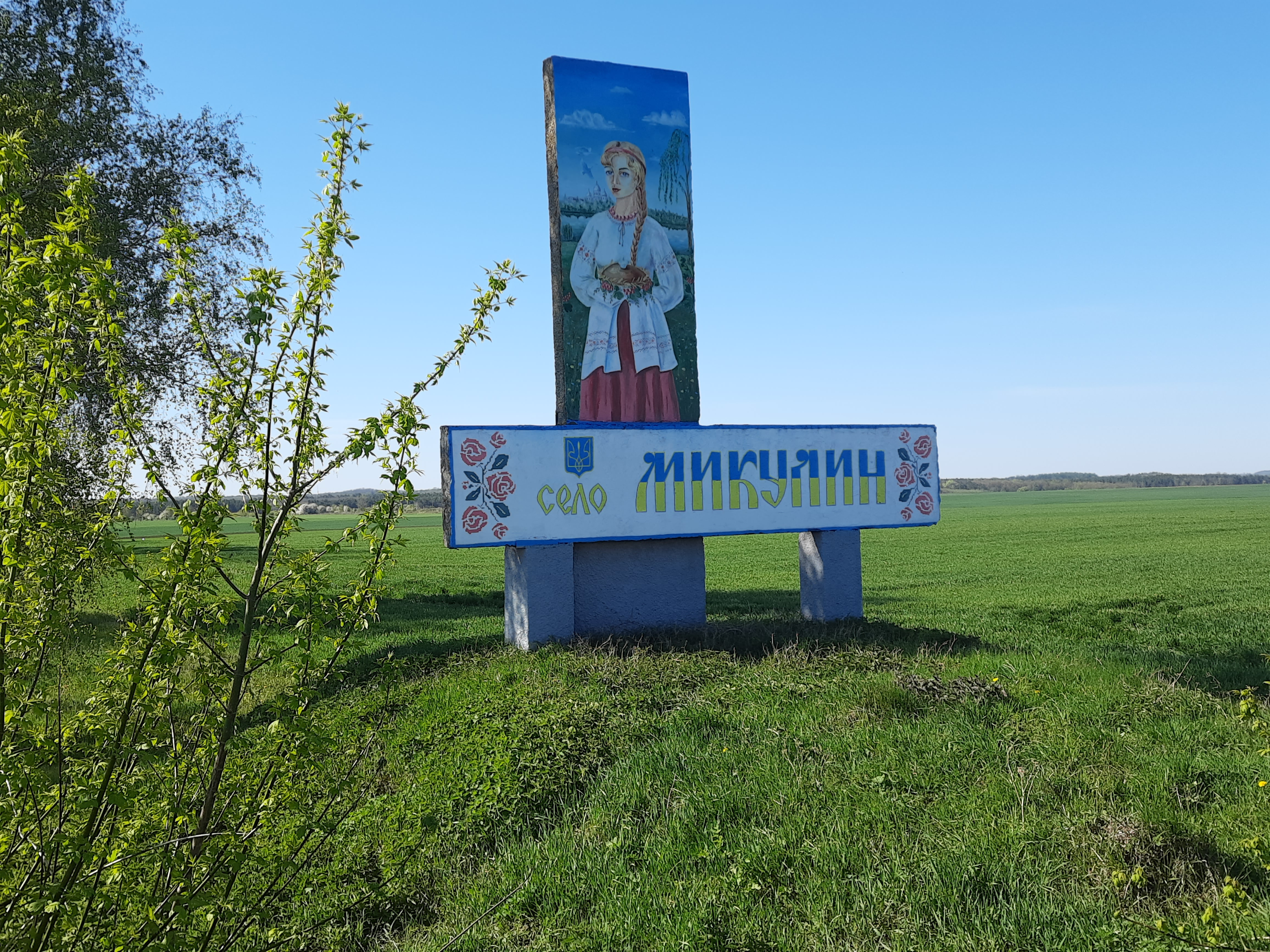
Стела при в'їзді в село
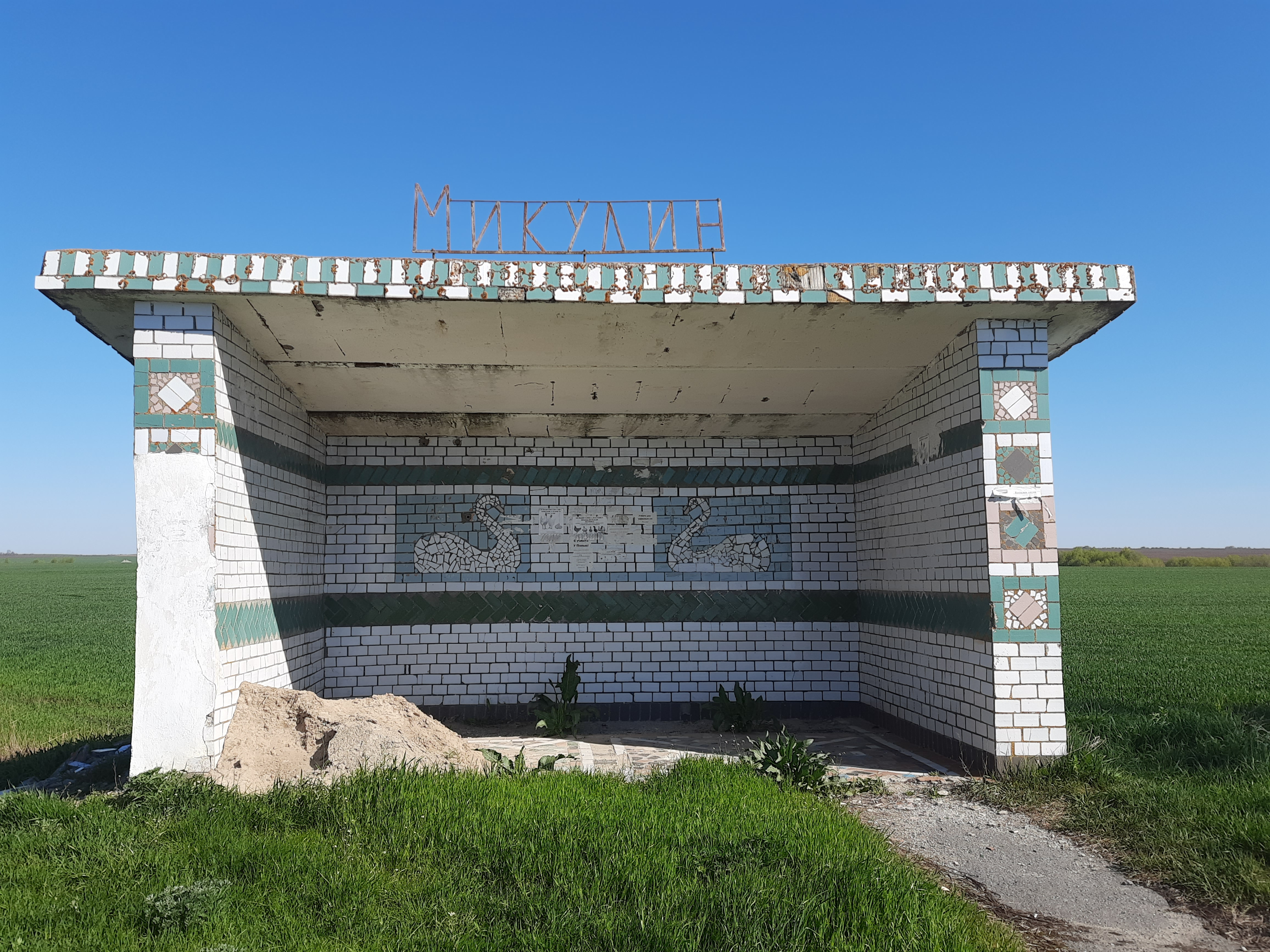
Автобусна зупинка